# Ричардсон, Бенджамин Уорд
Бенджамин Уорд Ричардсон (англ. Benjamin Ward Richardson) — британский медик, анестезиолог, физиолог, доктор медицинских наук, доктор юридических наук, писатель
. Был награждён золотой медалью Фозергилла, лондонским медицинским обществом за эссе «Заболевания плода в матке», а также получил трехлетнюю премию Астли Купер за эссе в физиологии.
Ричардсон находил и внедрял разные вещества, способные производить общую или местную анестезию, чем облегчил боль множества людей во время хирургического вмешательства. Он ввел в использование не менее четырнадцати анестетиков. Наиболее известный из них метилендихлорид.
Также Ричардсон изобрел первый распылитель эфира при помощи пульверизатора, что приводило к местной анестезии, замораживая верхние слои кожи.

## Ранние годы
Бенджамин родился в Сомерби, Лестершир 31 октября 1828 года. Был единственным сыном Бенджамина Ричардсона и Мэри Уорд. Образование получил у преподобного У. Юнга Нутта в школе Барроу-Хилла в том же округе. Его мать настаивала на том, чтобы Бенджамин стал медиком и его учёба была направлена на эту цель. Он был ранним учеником Генри Хадсона, хирурга в Сомерби. В 1847 году поступил в Андерсонский университет (ныне Андерсонский колледж) в Глазго, но был вынужден прервать обучение из-за лихорадки, которой внезапно заболел в то время. Позже Ричардсон стал помощником Эдварда Дадли Хадсоном в Литлторпе, Косби, недалеко от Лестера.

## Карьера
В 1849 году Ричардсон покинул Хадсона и присоединился к доктору Роберту Уиллис из Барнса, известному редактору Уильяма Харви и библиотекаря Королевского колледжа хирургов Англии (1828—1845).
В 1850 году Ричардсон был принят в качестве лицензиата на факультет врачей и хирургов Глазго. В 1877 году стал преподавателем факультета.
Ричардсон был основателем и тридцать пять раз подряд президентом ассоциации медицинских выпускников Сент-Эндрюса. В 1856 был принят в качестве члена Королевского колледжа врачей Лондона. В 1867 году был избран членом Королевского общества.
В 1853 Ричардсон переехал в Лондон. В 1856 году был назначен врачом в Королевский лазарет. В 1892 году стал врачом в Лондонской больнице Темперанс. В течение многих лет был врачом в «Фонде газетной прессы» и в «Королевском литературном фонде», где он также был активным участником.
В 1854 году Ричардсон стал лектором по судебной медицине в Школе медицины Гросвенор Плейс. Он оставался деканом школы до 1865 года, пока здание школы не было продано и снесено. Также, в это время Ричардсон был преподавателем в Коллегии стоматологов и президентом секции здравоохранения ассоциации социальных наук.
В 1854 году он был принят в магистратуру и получил ученую степень доктора медицины в Сент-Эндрюсе, где впоследствии стал членом университетского суда, экспертом генерального совета, а в 1877 году получил степень доктора юридических наук.
В 1854 году Ричардсон был награждён золотой медалью Фозергилла Лондонского медицинского общества за его эссе «Заболевания от неродившегося ребёнка».
В 1863 году Ричардсон был избран почетным членом Философского общества Америки, а также Императорской Академии Леопольда Каролины в 1867 году. В июне 1893 года он был посвящен в рыцари в знак признания его выдающихся заслуг по гуманитарным наукам.
С 1890 по 1896 год Ричардсон был президентом ассоциации государственных санитарных инспекторов Великобритании.
В 1884 году выпустил журнал «Асклепия» (англ. The Asclepiad) "Книга оригинальных исследований и наблюдений в области науки, искусства, литературы медицины, профилактики и лечения болезней. Журнал был издан 11 раз до 1895 года.

## Семья
Ричардсон женился 21 февраля 1857 года на Мэри Джей Смит, которая родила ему двух сыновей и дочь.

## Смерть
Ричардсон умер 21 ноября 1896 года. Его тело было кремировано в Бруквуде, графство Суррей.

## Работы
- 1858 год — Причина коагуляции крови (The Cause of the Coagulation of the Blood)
- 1875 год — Об алкоголе (On Alcohol)
- 1876 год — Заболевания современной жизни (Diseases of Modern Life)
- 1876 год — Хигейя, город здоровья (Hygeia, a City of Health)
- 1877 год — Будущее санитарных наук (The Future of Sanitary Science)
- 1882 год — Здоровье и жизнь (Health and Life)
- 1884 год — Область болезни (The Field of Disease)
- 1887 год — Содружество (The Commonhealth)
- 1887 год — Урегулирование государственной школы (Public School Temperance)
- 1891 год — Томас Сопвит (Thomas Sopwith)
- 1897 год — Вита Медика: Главы медицинской жизни и работы (Vita Medica: Chapters of a Medical Life and Work)
- 1900 год — Ученики Эскулапа (Disciples of Aesculapius)